# 전국노동자대회
전국노동자대회는 전국민주노동조합총연맹에서 여는 노동행사이다.
- 전태일열사 정신계승 전국노동자대회
- 8.15 전국노동자대회
- 6월말~7월초 전후 노동자대회
- 5·18 민중항쟁 정신계승 전국노동자대회

## 전태일열사 정신계승 전국노동자대회
전태일의 기일인 11월에 열린다.

## 8.15 전국노동자대회
광복절기념 대회이다.

## 6월말~7월초 전후 노동자대회
2021년에는 7월 3일 열렸다. 코로나 범유행이 가시지 않아 논란이 되었다.

## 5·18 민중항쟁정신계승 전국노동자대회
광주에서 5월 18일에 열린다.

## 같이 보기
- 제목에 "전국노동자대회" 항목을 포함한 모든 문서

| Disambiguation icon | 이 문서는 명칭이 같고 같은 종류에 속하는 여러 대상을 연결하는 색인 문서입니다. |